# Urticina
Genre
Urticana est un genre d'anémones de mer de la famille des Actiniidae.

## Liste sous-taxons
Selon World Register of Marine Species (16 octobre 2015) :
- Urticina asiatica (Averincev, 1967)
- Urticina coccinea (Verrill, 1866)
- Urticina columbiana Verrill, 1922
- Urticina coriacea (Cuvier, 1798)
- Urticina crassicornis (Müller, 1776)
- Urticina felina (Linnaeus, 1761)
- Urticina grebelnyi Sanamyan & Sanamyan, 2006
- Urticina lofotensis (Danielssen, 1890)
- Urticina macloviana (Lesson, 1830)
- Urticina mcpeaki Hauswaldt & Pearson, 1999
- Urticina piscivora (Sebens & Laakso, 1978)
- Urticina tuberculata (Cocks, 1851)

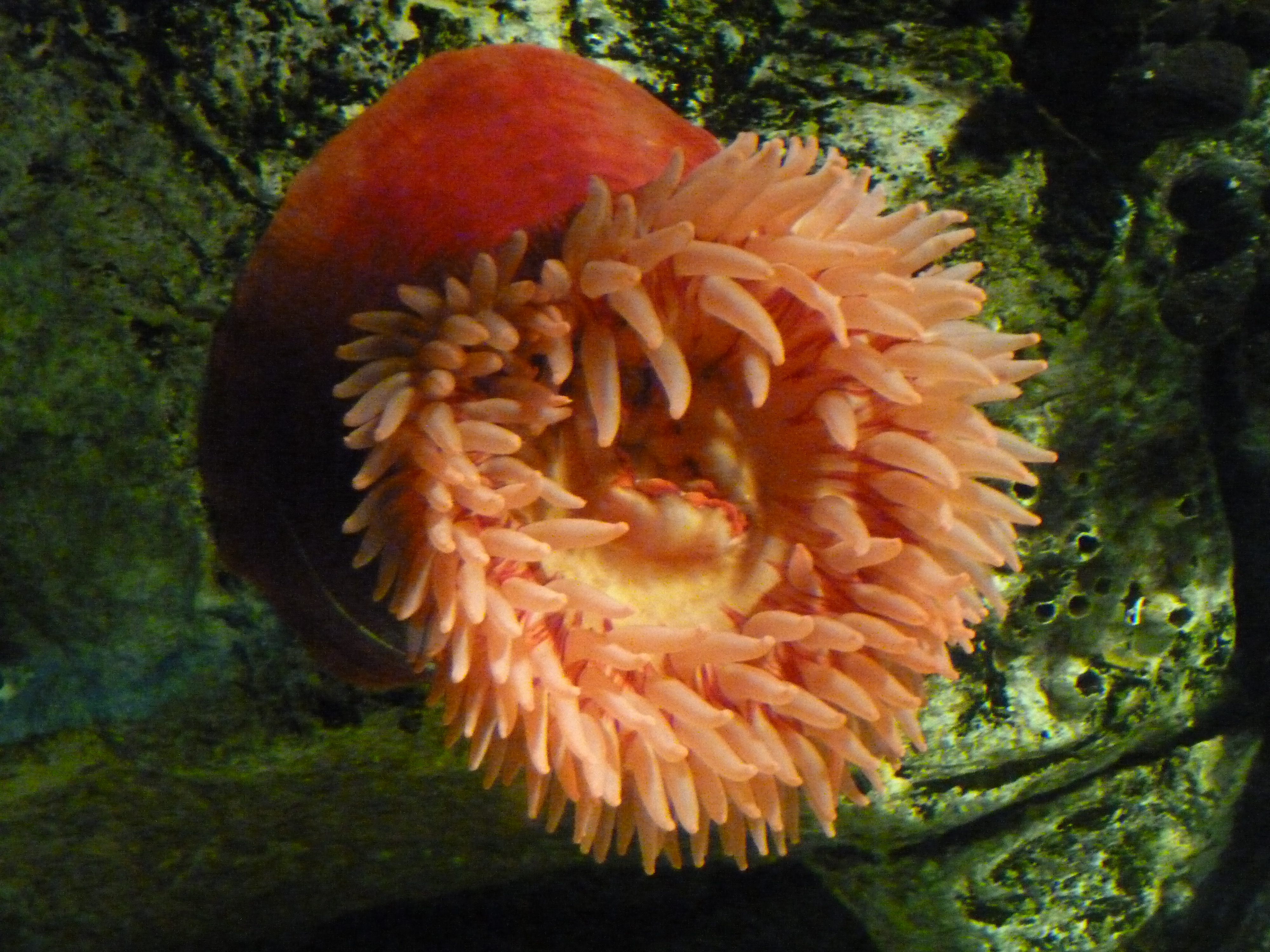
Urticina columbiana
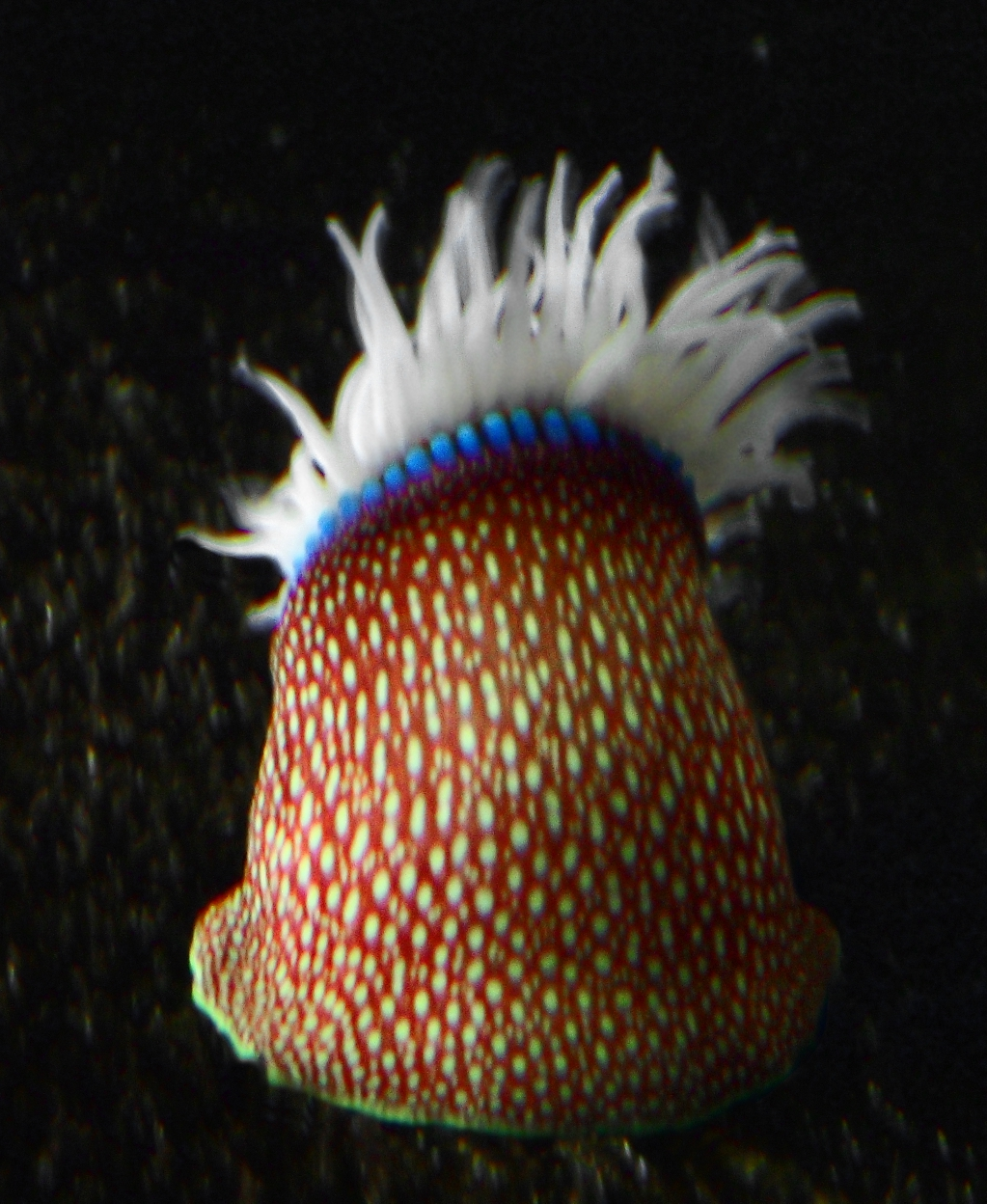
Urticina felina
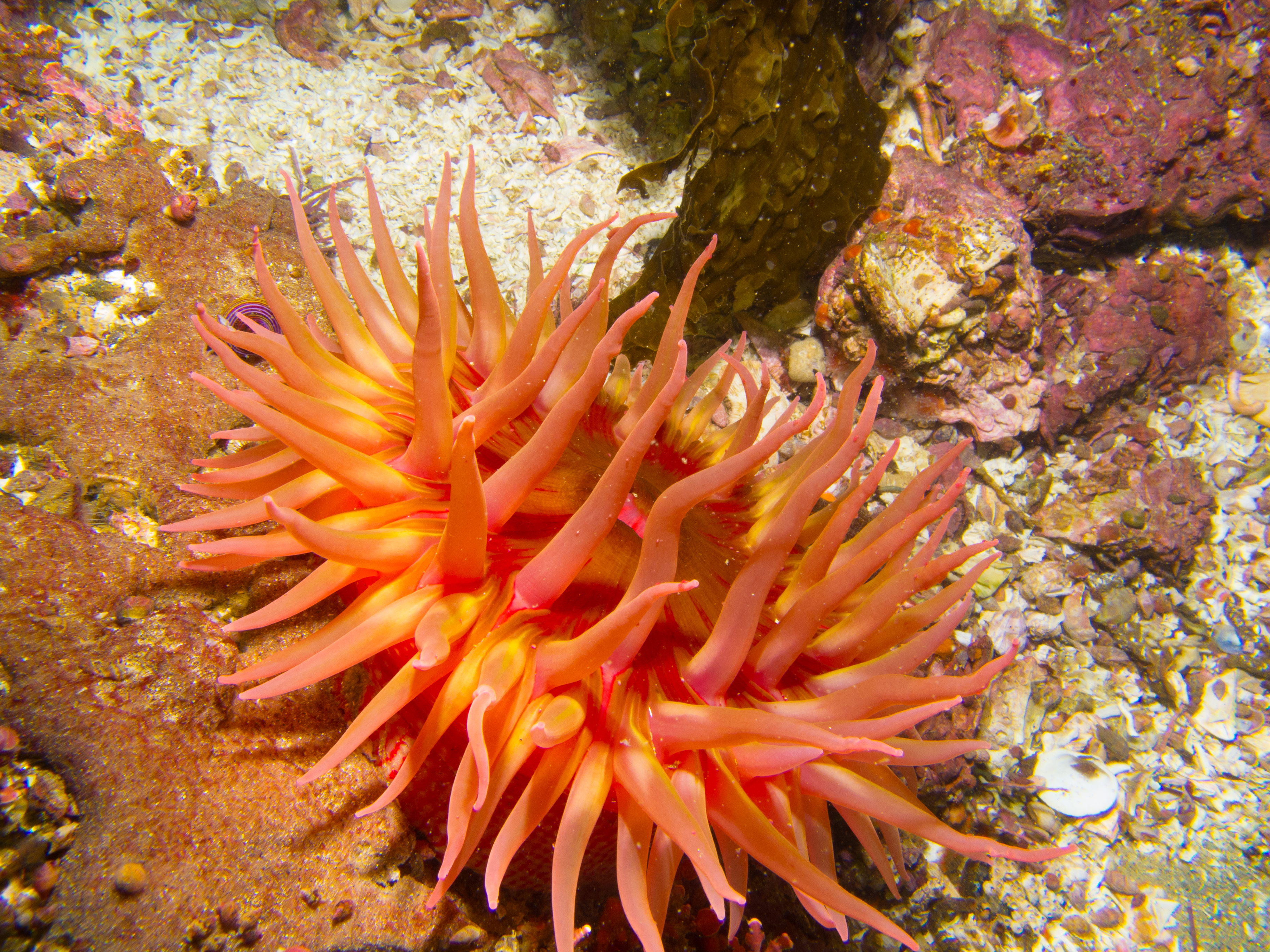
Urticina lofotensis
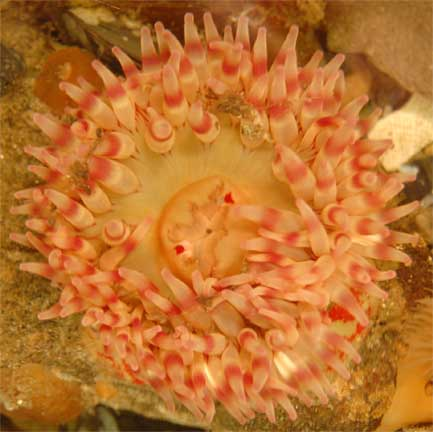
Urticina crassicornis
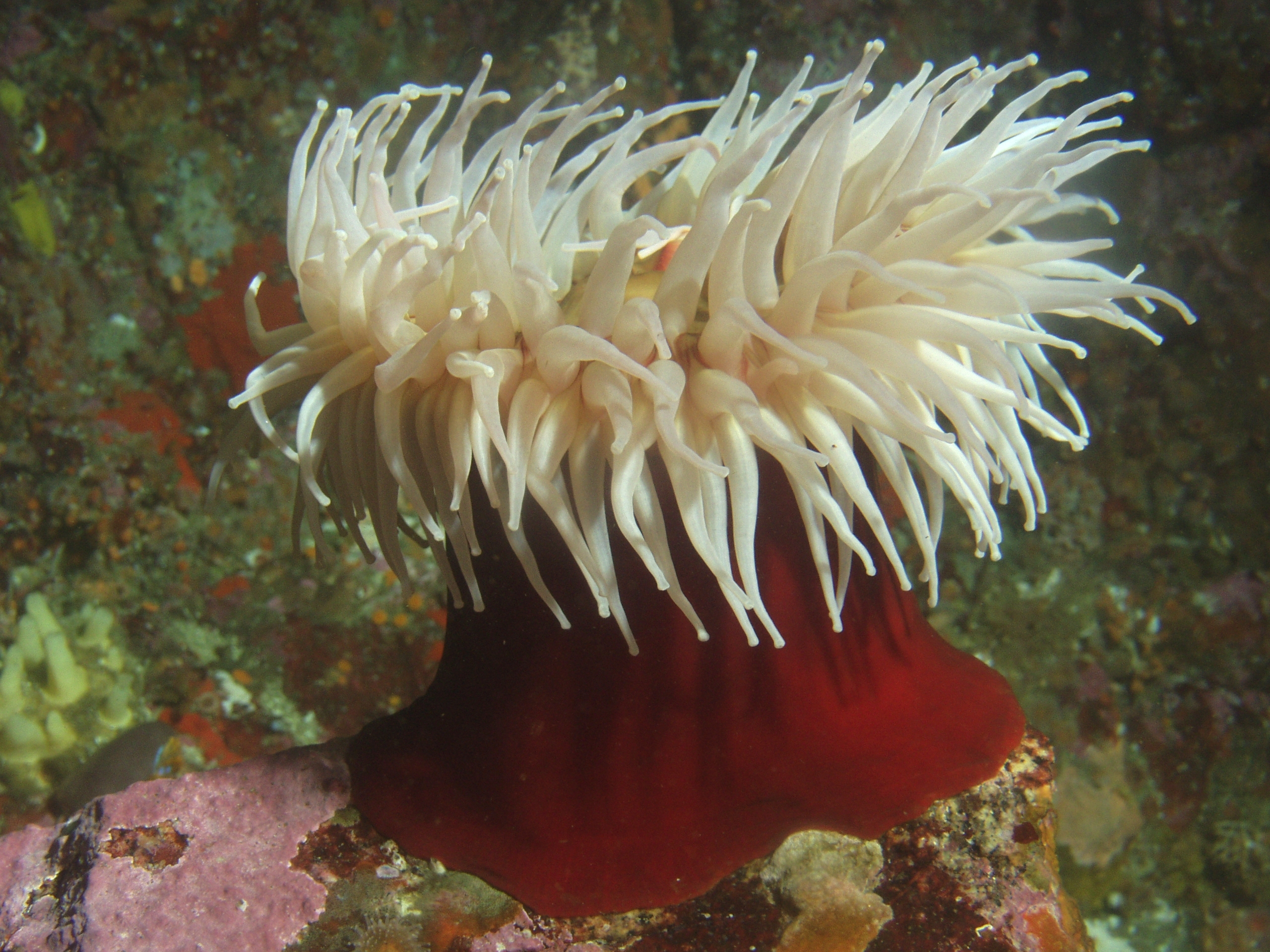
Urticina piscivora